# Västvattnet, Ångermanland
Västvattnet är en sjö i Sollefteå kommun i Ångermanland och ingår i Ångermanälvens huvudavrinningsområde. Sjön har en area på 1,04 kvadratkilometer och ligger 345,1 meter över havet. Sjön avvattnas av vattendraget Lafsan (Lövlundsån).

## Delavrinningsområde
Västvattnet ingår i det delavrinningsområde (704330-150961) som SMHI kallar för Utloppet av Västvattnet. Medelhöjden är 412 meter över havet och ytan är 10,35 kvadratkilometer. Räknas de 7 avrinningsområdena uppströms in blir den ackumulerade arean 82,14 kvadratkilometer. Lafsan (Lövlundsån) som avvattnar avrinningsområdet har biflödesordning 3, vilket innebär att vattnet flödar genom totalt 3 vattendrag innan det når havet efter 165 kilometer. Avrinningsområdet består mestadels av skog (72 procent). Avrinningsområdet har 1,04 kvadratkilometer vattenytor vilket ger det en sjöprocent på 10 procent.